# Lux (cinéma)
Le Cinéma Lux (stylisé LUX) est une salle de cinéma classée Art et essai, située à Caen. « Conçue et construite par des bénévoles du quartier et des Compagnons Bâtisseurs », elle est inaugurée le 25 février 1960. Elle est dirigée par Gilbert Benois à partir de 1962, puis par Didier Anne à partir de 1995 (rejoint par Gautier Labrusse en 2014 en co-direction).
Le Lux est élu deuxième meilleur exploitant français en 2015, selon le jury du Film Français.

## Fiche technique
Le Lux dispose de 3 salles :
- salle 1 : 179 places avec écran de 11 mètres de base ;
- salle 2 : 204 places avec écran de 11 mètres de base ;
- salle 3 : 56 places avec écran de 5 mètres de base.

Ces salles peuvent projeter en 35 mm et numérique, avec un son stéréophonique en Dolby/Digital Theater Systems.
Le cinéma dispose également d'un petit espace isolé, équipé d'un téléviseur, d'un rétroprojecteur et d'un fauteuil de cinéma double. Cet équipement, surnommé « la plus petite salle de cinéma du monde » permet de regarder des films empruntés au vidéo-club du Lux.
Enfin, le cinéma possède son propre café-restaurant.

## Accès
Le Cinéma LUX est desservi par les lignes T1 et T3 du tramway de Caen (arrêt Lux-Victor Lépine) depuis sa mise en service en 2019. Il était auparavant desservi par les lignes A et B du Transport léger guidé de Caen de 2002 à 2017.
Il est aussi possible de s'y rendre en bus par la ligne 10 du réseau Twisto (arrêt Sainte-Thérèse).